# 2671 Abkhazia
2671 Abkhazia eller 1977 QR2 är en asteroid i huvudbältet som upptäcktes den 21 augusti 1977 av den rysk-sovjetiske astronomen Nikolaj Tjernych vid Krims astrofysiska observatorium på Krim. Den har fått sitt namn efter regionen Abchazien i Kaukasien.